# Cosmos Engineering
Космос Инжиниринг (англ. Cosmos Engineering) — авиакомпания, производившая двигатели для самолётов на заводе в Фишпондсе, Бристоль, во время Первой мировой войны. Ведущим конструктором был Рой Федден.
Двигатели компании были успешно испытаны на Bristol Scout, но с окончанием Первой мировой войны компания осталась без заказов и была куплена Бристольской авиакомпанией в 1920 году за 15 000 фунтов.